# 垂花龙胆
垂花龙胆（学名：Gentiana nutans）是龙胆科龙胆属的植物。分布于俄罗斯以及中国大陆的新疆等地，目前尚未由人工引种栽培。